# Przywództwo (utwór)
Przywództwo (ang. Leadership) – opublikowana 1 października 2002 książka, napisana przez Rudolpha W. Giulianiego, opowiadająca o jego pracy jako burmistrza Nowego Jorku oraz o tym jak „odbudował” miasto, drastycznie zmniejszył przestępczość i ożywił gospodarkę Wielkiego Jabłka. Większa część książki została napisana przed zamachem z 11 września 2001, jednak Giuliani opisał w niej również swoje doświadczenia z dnia ataku i miesięcy następujących po nim.